# (37343) 2001 SG27
2001 SG27 (asteroide 37343) é um asteroide da cintura principal. Possui uma excentricidade de 0.18713630 e uma inclinação de 0.96087º.
Este asteroide foi descoberto no dia 16 de setembro de 2001 por LINEAR em Socorro.